# Olympia Laupheim
Der Fußballverein Olympia Laupheim ist ein württembergischer Sportverein aus Laupheim im Landkreis Biberach.

## Sportarten
Olympia Laupheim bietet neben Fußball noch Abteilungen für Tennis sowie für aktive und für Freizeit-Radsportler.

## Geschichte
Am 4. April 1904 wurde der Verein unter dem Namen Fuß- und Faustballclub Laupheim gegründet. 1919 erfolgte die Umbenennung in den heutigen Namen. Gleichzeitig stellten sich erste Erfolge ein. Die Fußballmannschaft stieg bis 1921 in die A-Klasse auf. Pünktlich zur Einweihung der neuen Sportanlage in der Hasenstraße, wo der Verein heute noch residiert, gelang der Aufstieg in die Kreisklasse. 1934 wurde die Mannschaft Kreismeister und stieg in die Bezirksklasse auf.
Nach dem Zweiten Weltkrieg gründeten Mitglieder der aufgelösten Vereine FV Olympia, TV 1862 und TC Laupheim den SV 04 Laupheim, der 1947 Meister der Gruppe Süd der Landesliga Südwürttemberg wurde. Dies bedeutete den Aufstieg in die Oberliga Südwest, seinerzeit die höchste deutsche Spielklasse. Allerdings musste der Verein nach nur drei Siegen und sieben Punkten als abgeschlagener Tabellenletzter den sofortigen Wiederabstieg hinnehmen.
Nach der Umbenennung des SV 04 Laupheim in TSV Olympia Laupheim am 26. Mai 1948 machte sich die Fußballabteilung als FV Olympia Laupheim selbstständig.
In der Landesliga Südwürttemberg 1948/49 wurde Laupheim Vizemeister hinter dem SV Weingarten. In der folgenden Saison wiederholte sich dieser Endstand. Die Landesliga wurde aufgelöst und als eine der drei besten Mannschaften wurde Olympia Laupheim in die 1. Amateurliga Württemberg eingegliedert. Hier misslang dem Verein mit einem Punkt Rückstand auf Normannia Gmünd der Klassenerhalt.
1954 und 1958 wurde Olympia Laupheim Oberschwabenmeister und qualifizierte sich 1960 für die 1. Amateurliga Schwarzwald-Bodensee. Hier erreichte die Mannschaft Plätze im hinteren Mittelfeld, 1965 gelang der siebte Platz, die beste Platzierung des Vereins in dieser Liga. 1966 konnte mit zwei Punkten Vorsprung auf Absteiger FV Ravensburg der Klassenerhalt geschafft werden, ein Jahr später fehlten sechs Punkte auf Wacker Biberach, um den Abstieg in die 2. Amateurliga zu vermeiden.
1964 führten die Verantwortlichen des Vereins ein Osterturnier für A-Jugendliche eint. 1968 wurde das Vereinsheim fertiggestellt. 1970 konnte erneut die Oberschwabenmeisterschaft und damit die Rückkehr in die Schwarzwald-Bodensee-Liga gefeiert werden. 13 Punkte genügten jedoch nicht, um die Konkurrenten im Abstiegskampf zu gefährden.
1981 legte sich Olympia Laupheim eine Tennisabteilung zu, zwei Jahre später folgte die Gründung der Vereinigung der Alt-Olympianer.
1985 erfolgte der Abstieg in die Bezirksliga, jedoch gelang der sofortige Wiederaufstieg in die Landesliga Württemberg. 1992 verpasste die Mannschaft erneut den Klassenerhalt, dieses Mal dauerte es zwei Jahre, bis der Wiederaufstieg perfekt gemacht wurde. 2003 konnten in der Fußballabteilung zwei Aufstiege gefeiert werden: Einerseits gelang der ersten Mannschaft die Meisterschaft und damit der Aufstieg in die Verbandsliga Württemberg, andererseits wurde die zweite Mannschaft Meister in der Kreisliga A.
In der Verbandsliga wurde die Mannschaft auf Anhieb Vierter, sie hatte jedoch zwölf Punkte Rückstand auf Aufsteiger Normannia Gmünd. 2005 fehlten ihr als Dritter acht Punkte auf SG Sonnenhof Großaspach, „die Zweite“ wurde Bezirksligameister und spielte damit in der Landesliga, eine Klasse tiefer als „die Erste“. Mit drei Punkten Rückstand auf den SV Bonlanden wurde 2006 der Aufstieg in die Oberliga Baden-Württemberg knapp verpasst.
Nach dem Verbandsliga-Abstieg 2012 spielte Olympia zwei Jahre in der vierten Staffel der Landesliga Württemberg. Am 4. November 2012 überreichte  der 1. Vorsitzende Heinz Schwarzkopf Oberst Hans-Christoph Specht, dem Kommandeur des Mittleren Hubschraubertransportregiments 25 Oberschwaben, zu seinem Ausscheiden ein blau-weißes Olympiatrikot als Dank für seine wertvolle Unterstützung speziell bei dem überregional bekannten, jährlichen stattfindenden internationalen U19-Turnier in Laupheim. 2014 gelang die Rückkehr in die Verbandsliga, 2017 musste man jedoch diese erneut verlassen.

## Platzierungen des FV Olympia Laupheim seit 2002
| Saison  | Liga                            | Platz | Tore  | Punkte |
| ------- | ------------------------------- | ----- | ----- | ------ |
| 2001/02 | Landesliga IV Baden-Württemberg | 07.   | 38:33 | 47     |
| 2002/03 | Landesliga IV Baden-Württemberg | 01.   | 99:30 | 79     |
| 2003/04 | Verbandsliga Württemberg        | 04.   | 55:34 | 47     |
| 2004/05 | Verbandsliga Württemberg        | 03.   | 66:35 | 54     |
| 2005/06 | Verbandsliga Württemberg        | 04.   | 67:42 | 61     |
| 2006/07 | Verbandsliga Württemberg        | 07.   | 53:44 | 42     |
| 2007/08 | Verbandsliga Württemberg        | 010.  | 42:45 | 36     |
| 2008/09 | Verbandsliga Württemberg        | 07.   | 38:33 | 46     |
| 2009/10 | Verbandsliga Württemberg        | 011.  | 41:50 | 40     |
| 2010/11 | Verbandsliga Württemberg        | 09.   | 38:41 | 40     |
| 2011/12 | Verbandsliga Württemberg        | 013.  | 33:58 | 33     |
| 2012/13 | Landesliga IV Württemberg       | 02.   | 58:32 | 63     |
| 2013/14 | Landesliga IV Württemberg       | 01.   | 67:30 | 67     |
| 2014/15 | Verbandsliga Württemberg        | 013.  | 42:51 | 34     |
| 2015/16 | Verbandsliga Württemberg        | 012.  | 38:38 | 37     |
| 2016/17 | Verbandsliga Württemberg        | 016.  | 29:77 | 16     |

Rot untermalte Saisonergebnisse kennzeichnen einen Abstieg, grün einen Aufstieg.

## Bayern-Spiel
Am 25. August 2004 trat die erste Mannschaft anlässlich des hundertjährigen Bestehens des Vereins gegen den FC Bayern München an. Den Amateuren gelang gegen den fast in Bestbesetzung angetretenen Rekordmeister ein sensationeller 2:0-Erfolg.